# 1966 FIFAワールドカップ・アフリカ・アジア・オセアニア予選
1966 FIFAワールドカップ・アフリカ・アジア・オセアニア予選は、1965年に行われたアフリカ・アジア・オセアニア地区の1966 FIFAワールドカップ・予選である。本大会出場枠は1であり、予選に参加する国・地域はアフリカサッカー連盟所属の15チーム、アジアサッカー連盟所属の2チーム、オセアニア地区（オセアニアサッカー連盟は未結成）としてエントリーした2チーム、合計19チームである。（コンゴとフィリピンのエントリーは受理されなかった。）

## 予選方式
アフリカ地区とアジア・オセアニア地区に分かれて行われ、各地区予選1位が最終予選2試合を行い、勝利チームが本戦出場権を獲得する。
アフリカ地区予選
アフリカサッカー連盟所属の15チームがエントリー。
- 一次予選

2チーム所属の4グループと3チーム所属の2グループの全6グループに分かれて行われる。各グループ1位の6チームが二次予選へと進出する。
- 二次予選

各グループ2チームの全3グループに分かれて行われる。各グループ1位の3チームが三次予選へと進出する。
- 三次予選

3チーム総当たりで行われ、1位が最終予選へと進出する。
アジア・オセアニア地区予選
アジアサッカー連盟、オセアニア地区の4チームがエントリー。
- 一次予選

4チーム総当たりで行われ、1位が最終予選へと進出する。
最終予選
アフリカ予選1位とアジア・オセアニア予選1位の2チームが2試合を行い、勝利チームが本戦出場権獲得。

## アフリカ地区予選

### 一次予選
グループ1
- ガーナ
- ギニア

グループ2
- カメルーン
- スーダン

グループ3
- アルジェリア
- リベリア
- チュニジア

グループ4
- マリ
- モロッコ
- セネガル

グループ5
- エチオピア
- ガボン

グループ6
- リビア
- ナイジェリア
- アラブ連合共和国（現・エジプト）

一次予選のグループ分けは以上のように決定されていたが、後述の理由によりアフリカ連盟所属の全15チームが棄権したため、アフリカ地区予選は実施されなかった。

## アジア・オセアニア地区予選

### 一次予選
| チーム                 | 勝点 | 試 | 勝 | 分 | 負 | 得点 | 失点 | 差 |
| ---------------------- | ---- | -- | -- | -- | -- | ---- | ---- | -- |
| 朝鮮民主主義人民共和国 | 4    | 2  | 2  | 0  | 0  | 9    | 2    | 7  |
| オーストラリア         | 0    | 2  | 0  | 0  | 2  | 2    | 9    | -7 |

※ 韓国は棄権、アパルトヘイトによりアフリカサッカー連盟から追放されていた 南アフリカ共和国は、オセアニア地区からエントリーしたが失格となった。
| 1965年11月21日 |

| 朝鮮民主主義人民共和国                                            | 6 - 1 | オーストラリア             |
| 朴斗翼 15分 · 朴承振 54分, 80分 · 任成輝 58分 · 韓奉鎮 65分, 88分 |       | 70分 (pen.) Les Scheinflug |

| オリンピックスタジアム（カンボジア・プノンペン） 観客数: 60,000人 主審: Patrick Nice（マレーシア） |

| 1965年11月24日 |

| オーストラリア      | 1 - 3 | 朝鮮民主主義人民共和国                |
| Les Scheinflug 15分 |       | 18分, 75分 Kim Seung-Il · 53分 朴承振 |

| オリンピックスタジアム（カンボジア・プノンペン） 観客数: 40,000人 主審: AG de Silva （シンガポール） |

アフリカ地区予選が実施されなかったため、アジア・オセアニア地区予選1位の北朝鮮が自動的に本大会出場権を獲得。

## 出場枠の問題と各国の棄権
出場枠は3地区で1つであり、アフリカサッカー連盟はFIFAに対し抗議したが却下された。このためアフリカ連盟所属の15チームは棄権した。南アフリカ（アパルトヘイトによりアフリカ連盟から追放されていたためオセアニア枠としてエントリー）は失格、また、日本は出場した場合、オリンピックのアマチュア規定に抵触し、代表選手がオリンピックに出場できなくなるため、エントリーしなかった。
結局予選に参加したのは北朝鮮とオーストラリアのみで、この2チーム間で最終予選が行われ、勝利した北朝鮮が本戦出場権を獲得した。